# Vintar
Vintar ist die flächenmäßig größte Stadtgemeinde in der philippinischen Provinz Ilocos Norte. Das Gebiet ist sehr bergig und kaum bewohnbar. Nur die zwei flacheren Täler Surong Valley und Pallas Valley sind stark besiedelt.
Vintar ist in die folgenden 33 Baranggays aufgeteilt:
| - Abkir - Alsem - Bago - Bulbulala - Cabangaran - Cabayo - Cabisocolan - Canaam - Columbia - Dagupan - Diaton | - Dipilat - Esperanza - Ester - Isic Isic - Lubnac - Mabanbanag - Alejo Malasig - Manarang - Margaay - Namoroc - Malampa | - Parparoroc - Parut - Salsalamagui - San Jose - San Nicolas - San Pedro - San Ramon - San Roque - Santa Maria - Tamdagan - Visaya |